# Olympische Sommerspiele 1992/Leichtathletik – 20 km Gehen (Männer)

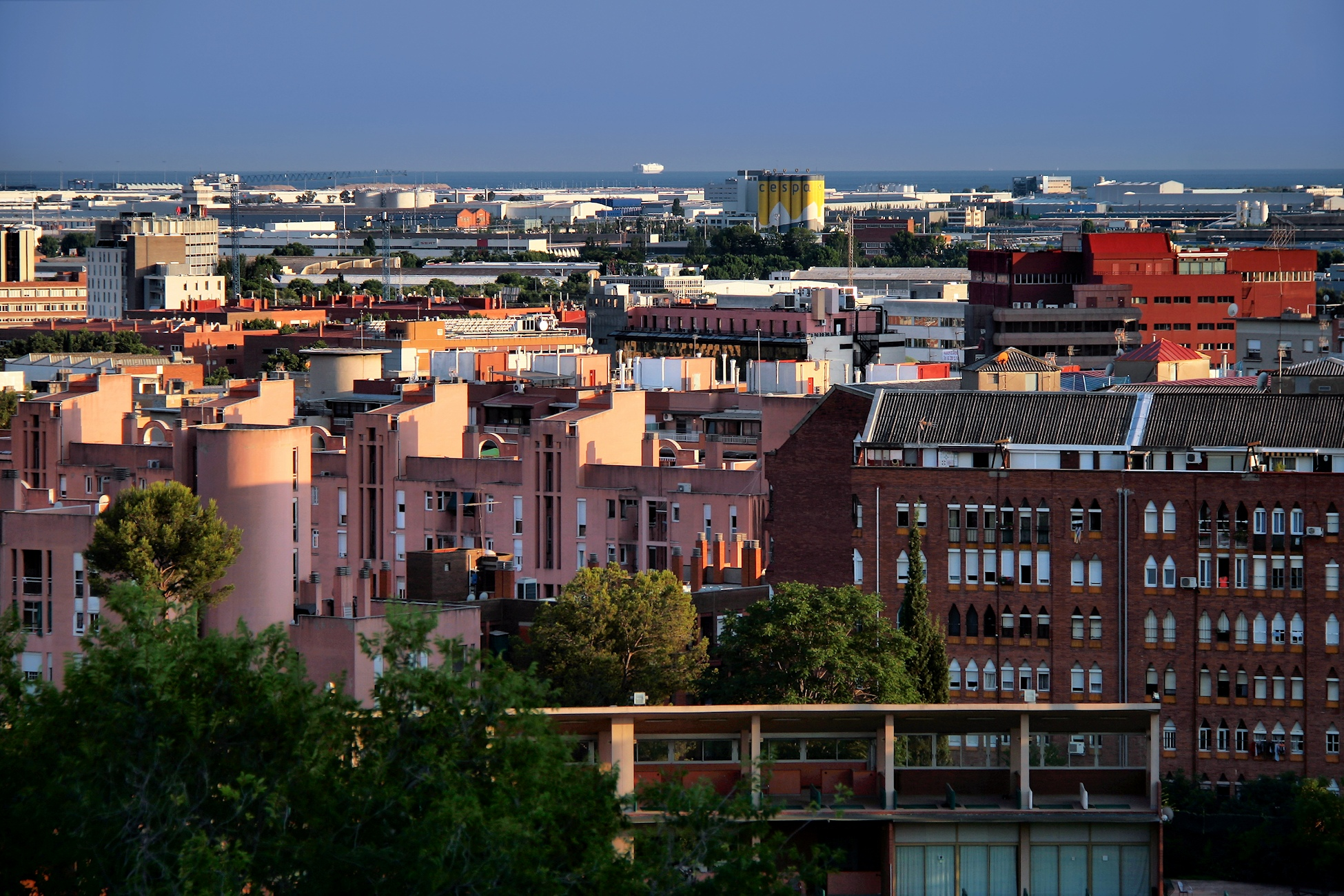
Die Zona Franca von Barcelona im Jahr 2015

Das 20-km-Gehen der Männer bei den Olympischen Spielen 1992 in Barcelona wurde am 31. Juli 1992 ausgetragen. 42 Athleten nahmen teil, 32 erreichten das Ziel im Olympiastadion Barcelona.
Olympiasieger wurde der Spanier Daniel Plaza. Er gewann vor dem Kanadier Guillaume LeBlanc und dem Italiener Giovanni De Benedictis.
Für Deutschland gingen Robert Ihly und Axel Noack an den Start. Ihly erreichte das Ziel auf Platz elf, Noack auf Platz zwanzig.

Athleten aus der Schweiz, Österreich und Liechtenstein nahmen nicht teil.

## Aktuelle Titelträger
| Olympiasieger 1988                       | Jozef Pribilinec ( Tschechoslowakei) | 1:19:57 h | Seoul 1988            |
| Weltmeister 1991                         | Maurizio Damilano ( Italien)         | 1:19:37 h | Tokio 1991            |
| Europameister 1990                       | Pavol Blažek ( Tschechoslowakei)     | 1:22:05 h | Split 1990            |
| Panamerikanischer Meister 1991           | Héctor Moreno ( Kolumbien)           | 1:24:56 h | Havanna 1991          |
| Zentralamerika- und Karibik-Meister 1991 | Alberto Cruz ( Mexiko)               | 1:27:09 h | Xalapa 1991           |
| Südamerika-Meister 1991                  | Sérgio Galdino ( Brasilien)          | 1:26:26 h | Manaus 1991           |
| Asienmeister 1991                        | Bu Lintang ( Volksrepublik China)    | 1:31:36 h | Kuala Lumpur 1991     |
| Afrikameister 1992                       | Chris Blitz ( Südafrika)             | 1:29:56 h | Belle Vue Maurel 1992 |
| Ozeanienmeister 1990                     | Paul McElwee ( Neuseeland)           | 1:39:46 h | Suva 1990             |

## Bestehende Bestleistungen / Rekorde
Weltrekorde wurden im Straßengehen außer bei Meisterschaften und Olympischen Spielen wegen der unterschiedlichen Streckenbeschaffenheiten nicht geführt.
| Weltbestzeit       | 1:18:13 h | Pavol Blažek ( Tschechoslowakei)     | Hildesheim, Deutschland | 16. September 1990 |
| Olympischer Rekord | 1:19:57 h | Jozef Pribilinec ( Tschechoslowakei) | OS Seoul, Südkorea      | 23. September 1988 |

Der bestehende olympische Rekord wurde bei diesen Spielen nicht erreicht. Der spanische Olympiasieger Daniel Plaza blieb mit seinen 1:21:45 h um 1:18 min über diesem Rekord. Zur Weltbestzeit fehlten ihm 3:44 min. Angesichts der hohen Temperaturen muss diese Leistung als sehr hochklassig eingestuft werden.

## Streckenführung
Der Wettbewerb wurde zum größten Teil auf der Straße Zona Franca durchgeführt. Die Straße liegt ca. 1,5 km südwestlich des Olympiastadions. Nach dem Start auf der Zona Franca verlief die Strecke auf einem ca. 2000 Meter langen Rundkurs, der neunmal zu absolvieren war. Anschließend führte die Route über die Carrer del Foc und dem Passeig Olimpic zum Stadion, wo nach einer letzten Runde auf der Laufbahn das Ziel lag.

## Resultat und Wettbewerbsverlauf

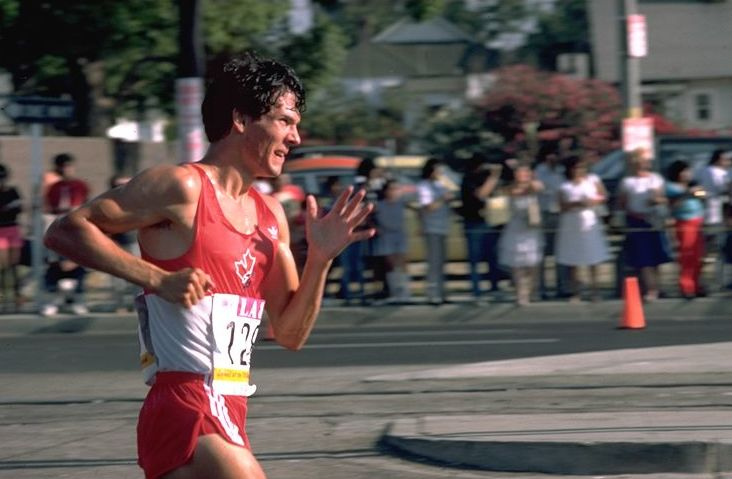
Guillaume Leblanc, Gewinner der Silbermedaille

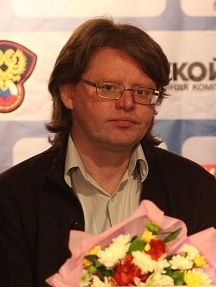
Michail Schtschennikow (hier im Jahr 2009) kam auf den zwölften Platz

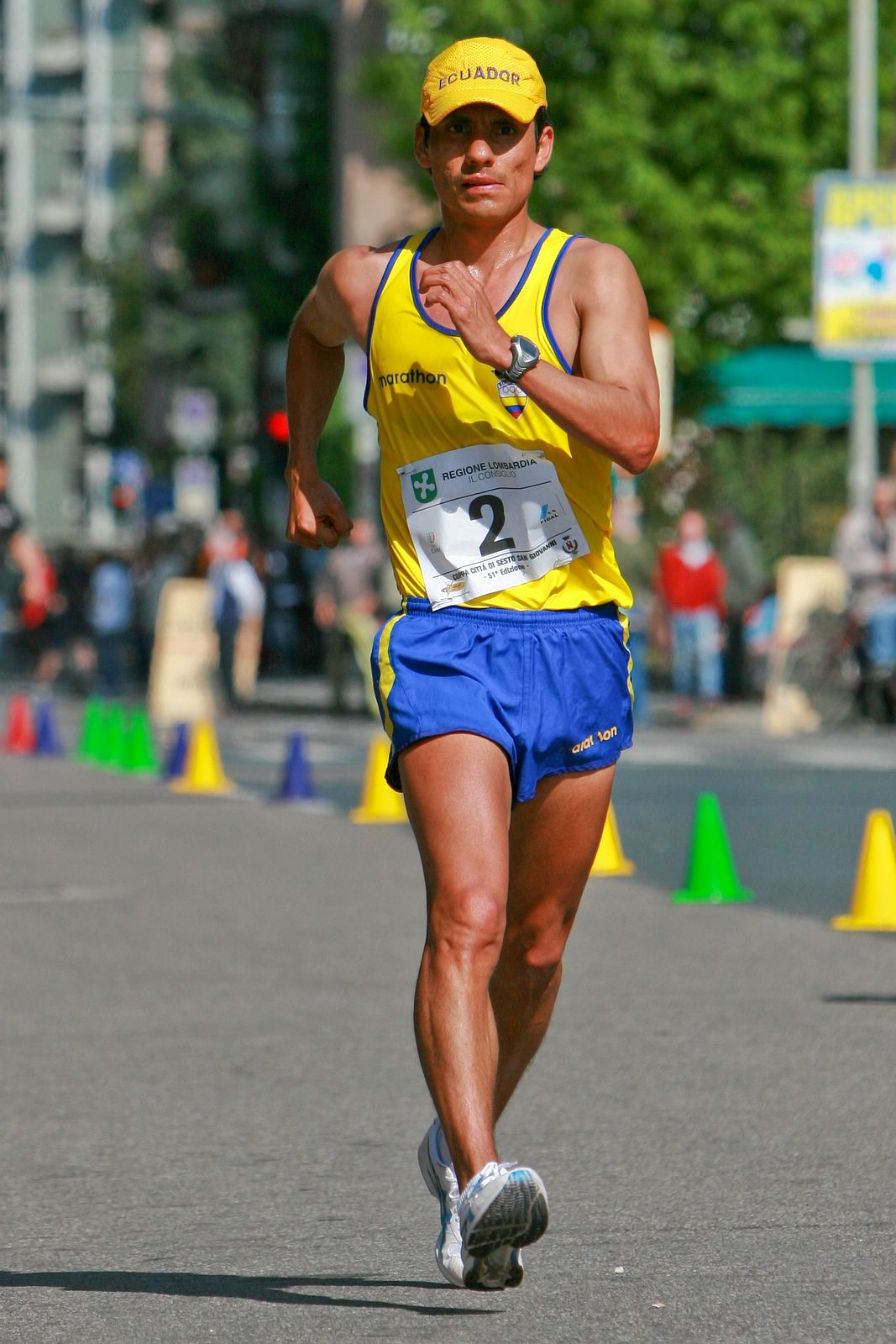
Jefferson Pérez gab den Wettbewerb auf

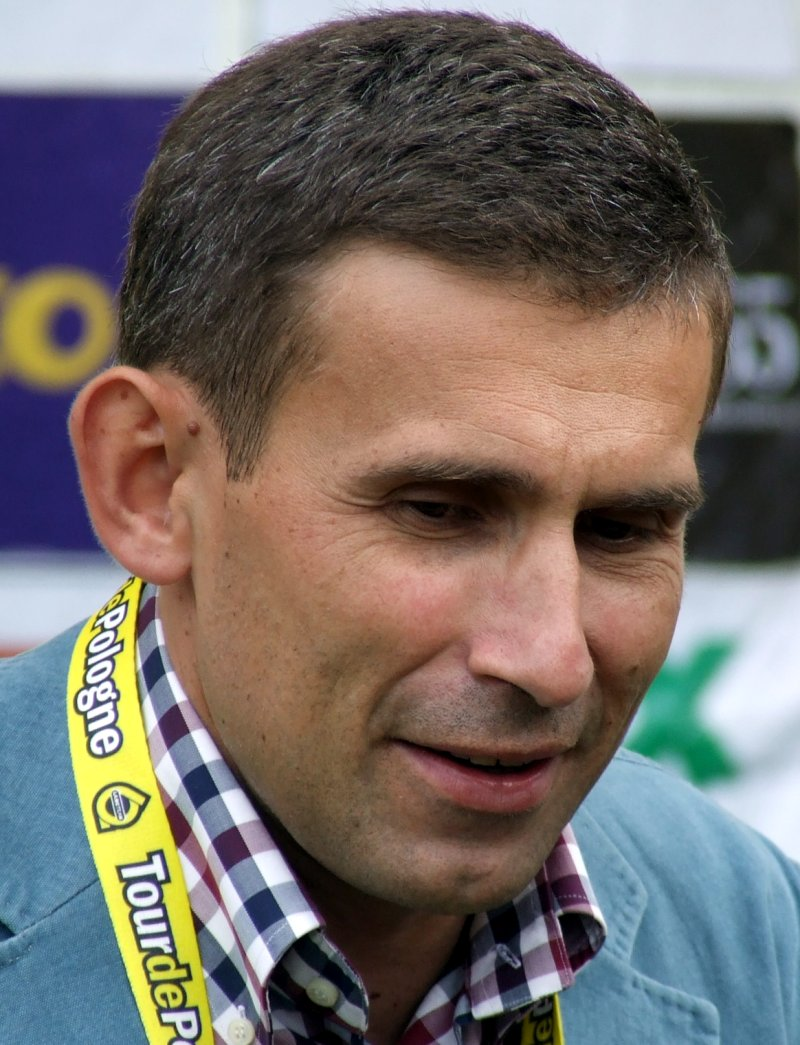
Der später höchst erfolgreiche Robert Korzeniowski (Foto: 2007) erreichte hier nicht das Ziel

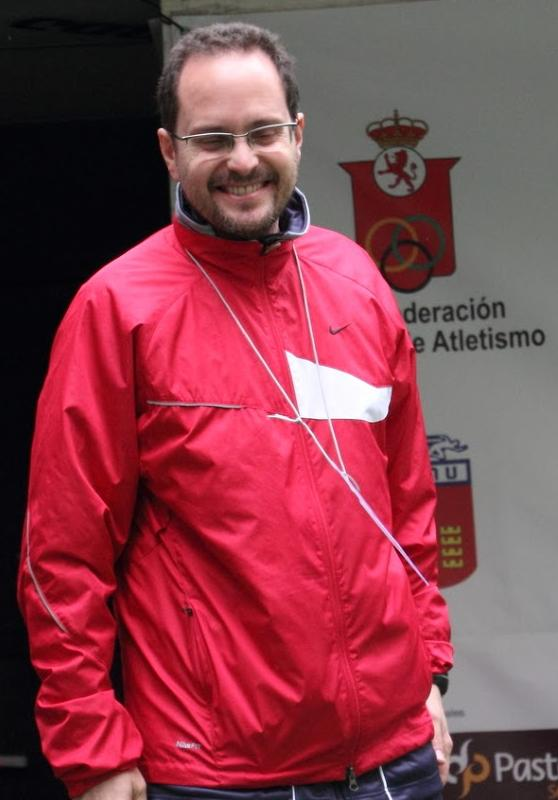
Valentí Massana (hier im Jahr 2013) wurde disqualifiziert

Datum: 31. Juli 1992, 19:15 Uhr
| Zwischenzeiten      | Zwischenzeiten | Zwischenzeiten                     | Zwischenzeiten |
| Zwischenzeit- Marke | Zwischenzeit   | Führende(r)                        | 5-km-Zeit      |
| ------------------- | -------------- | ---------------------------------- | -------------- |
| 5 km                | 19:50 min      | sechsköpfige Führungsgruppe        | 19:50 min      |
| 10 km               | 40:06 min      | Daniel Plaza und Maurizio Damilano | 20:16 min      |
| 15 km               | 1:00:31 h00    | Daniel Plaza vor Guillaume LeBlanc | 20:25 min      |
| 20 km               | 1:21:45 h00    | Daniel Plaza                       | 21:14 min      |

### Ergebnis
| Platz | Athlet                 | Land                | Zeit (h) |
| ----- | ---------------------- | ------------------- | -------- |
| 01    | Daniel Plaza           | Spanien             | 1:21:45  |
| 02    | Guillaume LeBlanc      | Kanada              | 1:22:25  |
| 03    | Giovanni De Benedictis | Italien             | 1:23:11  |
| 04    | Maurizio Damilano      | Italien             | 1:23:39  |
| 05    | Chen Shaoguo           | Volksrepublik China | 1:24:06  |
| 06    | Jimmy McDonald         | Irland              | 1:25:16  |
| 07    | Daniel García          | Mexiko              | 1:25:35  |
| 08    | Sándor Urbanik         | Ungarn              | 1:26:08  |
| 09    | Héctor Moreno          | Ecuador             | 1:26:23  |
| 10    | Miguel Ángel Prieto    | Spanien             | 1:26:38  |
| 11    | Robert Ihly            | Deutschland         | 1:26:56  |
| 12    | Michail Schtschennikow | EUN                 | 1:27:17  |
| 13    | Wladimir Andrejew      | EUN                 | 1:28:25  |
| 14    | Timothy Berrett        | Kanada              | 1:28:25  |
| 15    | Stefan Johansson       | Schweden            | 1:28:37  |
| 16    | Christopher Maddocks   | Großbritannien      | 1:28:45  |
| 17    | Pavol Blažek           | Tschechoslowakei    | 1:29:23  |
| 18    | Walter Arena           | Italien             | 1:29:34  |
| 19    | Igor Kollár            | Tschechoslowakei    | 1:29:38  |
| 20    | Axel Noack             | Deutschland         | 1:29:55  |
| 21    | Joel Sánchez           | Mexiko              | 1:30:12  |
| 22    | Nicholas A’Hern        | Australien          | 1:31:39  |
| 23    | Andrew Penn            | Großbritannien      | 1:31:40  |
| 24    | Martin Rush            | Großbritannien      | 1:31:56  |
| 25    | Shemisu Hassan         | Äthiopien           | 1:32:39  |
| 26    | Viktoras Meškauskas    | Litauen             | 1:33:24  |
| 27    | Sérgio Galdino         | Brasilien           | 1:33:32  |
| 28    | Ján Záhončík           | Tschechoslowakei    | 1:33:37  |
| 29    | Ernesto Canto          | Mexiko              | 1:33:15  |
| 30    | Allen James            | USA                 | 1:35:12  |
| 31    | Andrew Jachno          | Australien          | 1:36:49  |
| 32    | Marcelo Palma          | Brasilien           | 1:40:11  |
| DNF   | Ademar Kammler         | Brasilien           |          |
| DNF   | Robert Korzeniowski    | Polen               |          |
| DNF   | Li Mingcai             | Volksrepublik China |          |
| DNF   | Jefferson Pérez        | Ecuador             |          |
| DNF   | Oleg Troschin          | EUN                 |          |
| DSQ   | Valentí Massana        | Spanien             |          |
| DSQ   | Robert O’Leary         | Irland              |          |
| DSQ   | Saleumphone Sopraseut  | Laos                |          |
| DSQ   | Thierry Toutain        | Frankreich          |          |
| DSQ   | José Urbano            | Portugal            |          |

Es gab eine Reihe von Favoriten für diesen Wettbewerb. Zu ihnen gehörten der italienische Weltmeister Maurizio Damilano, auch Olympiasieger von 1980, Bronzemedaillengewinner von 1984 und 1988, der Tschechoslowake Pavol Blažek als amtierender Europameister und Inhaber der Weltbestzeit, Vizeweltmeister Michail Schtschennikow, der für das Vereinte Team startete, Damilanos Landsmann Giovanni De Benedictis als WM-Vierter. Auch der Olympiasieger von 1984, der Mexikaner Ernesto Canto, trat zum Wettkampf an, hatte allerdings nicht mehr die Form vergangener Jahre.
Mit Viktoras Meškauskas nahm erstmals nach 64 Jahren wieder ein Leichtathlet aus Litauen an Olympischen Sommerspielen teil. Er belegte am Ende Platz 26.
Bei heißen Witterungsverhältnissen hatte sich nach fünf Kilometern eine sechsköpfige Spitzengruppe gebildet. In dieser Gruppe befanden sich De Benedictis, Damilano, der spanische Lokalmatador Daniel Plaza, der Deutsche Robert Ihly, der Ungar Sándor Urbanik und Schtschennikow. Mit fortschreitender Dauer wurde die Gruppe immer kleiner, bei Streckenhälfte lagen Plaza und Damilano alleine an der Spitze. Der Abstand zum Verfolgerfeld war allerdings sehr klein.
Bei Kilometer fünfzehn führte zur Freude der Zuschauer immer noch Plaza, während De Benedictis die Tuchfühlung zum führenden Spanier verlor. Hinter Plaza hatte sich der Kanadier Guillaume LeBlanc positioniert. Ein zweiter Spanier, Valentí Massana rückte auf Platz drei vor. Eine gute halbe Minute darauf folgten De Benedictis und Damilano. Zum Entsetzen der heimischen Zuschauer wurde Massana kurz darauf disqualifiziert. Daniel Plaza jedoch konnte sich an der Spitze halten, baute auf dem steilen Anstieg zum Stadion seinen Vorsprung vor LeBlanc auf ca. vierzig Sekunden aus und wurde Olympiasieger. Hinter Silbermedaillengewinner Guillaume LeBlanc kämpften die beiden Italiener um Bronze. Giovanni De Benedictis kam letztendlich 28 Sekunden vor Maurizio Damilano ins Ziel. Pavol Blažek wurde Siebzehnter, Ernesto Canto sogar nur 29.
Aufgrund der hohen Temperaturen war an Rekorde oder Bestleistungen kaum zu denken. Die Zeit war im Gegenteil vor allem angesichts des im Schlussteil zu überwindenden Höhenunterschieds ausgesprochen hochwertig.
Daniel Plaza gelang der erste spanische Olympiasieg in einem Gehwettbewerb.

Guillaume LeBlanc gewann die erste kanadische Medaille in einem olympischen Gehwettbewerb.

## Videolinks
- The 1992 Olympics ~ 20 km Men's Walk winner, youtube.com, abgerufen am 18. Dezember 2021
- 3745 Olympic Track & Field 1992 20km Walk Men, youtube.com, abgerufen am 9. Februar 2018